# Subkarpaty Wschodnie
Subkarpaty Wschodnie (526) – region fizycznogeograficzny w Zewnętrznych Karpatach Wschodnich we wschodniej Rumunii (Mołdawia i Wołoszczyzna).
Subkarpaty Wschodnie rozciągają się długim i stosunkowo wąskim pasem na zewnątrz Łuku Karpat, przylegając do Karpat Mołdawsko-Munteńskich na odcinku od doliny Mołdawy do doliny Dâmbovițy. Ich kontynuacją w Karpatach Południowych jest analogiczny łańcuch Subkarpat Południowych. Subkarpaty Wschodnie stanowią pośredni stopień między właściwymi Karpatami a obniżeniami zewnątrzkarpackimi. O ich odrębności decyduje pochodzenie geologiczne – Subkarpaty Wschodnie są w przeważającej części zbudowane z utworów neogeńskich, mniej odpornych na erozję od skał właściwych Karpat. W efekcie są od nich oddzielone wyraźnym stopniem, a same są silnie pocięte dolinami rzek spływających na zewnątrz Łuku Karpat. Charakterystyczną cechą ukształtowania terenu Subkarpat Wschodnich jest występowanie licznych podłużnych kotlin. Wysokość pasm Subkarpat Wschodnich wynosi 500–800 m n.p.m. w części północnej i 700–1000 m n.p.m. w części południowej.
Subkarpaty Wschodnie dzieli się na: 
- 526.1 Subkarpaty Mołdawskie – część północna między dolinami Mołdawy i Putny; najwyższa kulminacja – Pleșu, 911 m n.p.m.
- 526.2 Subkarpaty Munteńskie – część południowa między dolinami Putny i Dîmbovițy; najwyższa kulminacja – Măgura Odobești, 1001 m n.p.m.